# Rev. from DVL
Rev. from DVL (レブ・フロム・ディーブイエル) là một nhóm nhạc nữ thần tượng Nhật Bản được thành lập vào năm 2011, có vai trò kế nhiệm nhóm nhạc hát kiêm vũ đạo DVL. Nhóm được thành lập dưới hình thức một nhóm nhạc thần tượng hoạt động chính tại Fukuoka và chịu sự quản lý của công ty ActiveHakata.

## Lịch sử hoạt động
Cái tên Rev. from DVL bắt nguồn từ một nhóm nhạc hát kiêm vũ đạo thành lập vào năm 2003 có tên là "DVL" – từ viết tắt của "dance" (nhảy), "vocal" (hát) và "love" (tình yêu). Nhưng vào năm 2011, nhờ trào lưu các nhóm nhạc thần tượng ngày càng đông ở Nhật Bản mà cái tên DVL được chỉnh sửa thành tên một nhóm nhạc, và từ đó cái tên "Rev. from DVL" ra đời, trong đó từ "Rev." là viết tắt của "revolution" (cách mạng), tức thể hiện sự phát triển khởi nguồn từ ý nghĩa cách mạng của từ DVL.
Trước khi gia nhập nhóm, Shinomiya Nagisa và Furusawa Saki từng là thành viên của nhóm nhạc nữ ONE SCENE.
Ngay sau khi ra đời, lúc đầu nhóm chỉ tham dự các sự kiện trong nội thành Fukuoka. Tuy nhiên, từ tháng 10 đến tháng 11 năm 2013, một tấm ảnh chụp Hashimoto Kanna đã lan truyền trên Internet, đem lại cho cô ca sĩ và cả nhóm danh tiếng trên khắp Nhật Bản.
Vào tháng 6 năm 2014, dưới sự chỉ đạo của Yoshimoto R and C, Rev. from DVL đã phát hành đĩa đơn đầu tiên của họ mang tên "LOVE-arigatou-". Với hơn 13.000 bản đã được bán ra, đĩa đơn đã đứng ở vị trí thứ sáu trên BXH đĩa đơn hàng tuần của Oricon. Kể từ đó, nhóm đã phát hành nhiều đĩa đơn hơn, có các chương trình phát thanh và truyền hình riêng, và sự nổi tiếng của nhóm đã lan rộng từ tỉnh Fukuoka đến toàn Nhật Bản.
Năm 2016, nhóm thành lập một sub-unit với tên gọi Rev. for TEENZ(レブ・フォー・ティーンズ) để hoạt động tại Việt Nam với 4 thành viên: Hashimoto Yukina, Shinomiya Nagisa, Ikematsu Airi và Akiyama Miho. Rev. for TEENZ đã ra mắt với ca khúc "Ngọt mà chua chua mà ngọt" gồm 2 phiên bản tiếng Việt và tiếng Nhật để quảng bá cho thương hiệu sữa Calpis Teen.
Vào ngày 6 tháng 2 năm 2017, Rev. from DVL thông báo rằng nhóm sẽ chính thức tan rã vào ngày 31 tháng 3 năm 2017 sau 14 năm hoạt động. Nhóm đã phát hành album đầu tiên, duy nhất và cũng là cuối cùng của mình mang tên NEVER SAY GOODBYE -arigatou-, cũng như tổ chức một buổi hòa nhạc cuối cùng ở Tokyo và Fukuoka, từ ngày 29 tháng 3 đến 31 tháng 3, trước khi nhóm chính thức tan rã.

## Thành viên

### Thành viên
Bao gồm những thành viên còn hoạt động trong nhóm tới trước khi nhóm tan rã.
| Tên                | Tên        | Tên                | Năm gia nhập | Ngày sinh         | Ghi chú                        |
| Romaji             | Kanji      | Hán Việt           | Năm gia nhập | Ngày sinh         | Ghi chú                        |
| ------------------ | ---------- | ------------------ | ------------ | ----------------- | ------------------------------ |
| Imai Hitomi        | 今井瞳     | Kim Tĩnh Đồng      | 12/2007      | 31 tháng 5, 1993  | Trưởng nhóm                    |
| Washio Miki        | 鷲尾美紀   | Tựu Vỹ Mỹ Kỷ       | 2003         | 13 tháng 10, 1993 | Trưởng nhóm cũ                 |
| Akiyama Miho       | 秋山美穂   | Thu Sơn Mỹ Nhĩ     | 2007         | 21 tháng 7, 1995  | Thành viên unit Rev. for TEENZ |
| Ikematsu Airi      | 池松愛理   | Trì Tùng Ái Lý     | 12/2015      | 28 tháng 8, 1996  | Thành viên unit Rev. for TEENZ |
| Shinomiya Nagisa   | 四宮吏桜   | Tứ Cung Lại Đào    | 2006         | 21 tháng 2, 1998  | Thành viên unit Rev. for TEENZ |
| Hashimoto Kanna    | 橋本環奈   | Kiều Bản Hoàn Nại  | 2009         | 3 tháng 2, 1999   |                                |
| Hashimoto Yukina   | 橋本幸奈   | Kiều Bản Hạnh Nại  | 3/2012       | 6 tháng 3, 1999   | Thành viên unit Rev. for TEENZ |
| Furusawa Saki      | 古澤早希   | Cổ Thích Tảo Hi    | 2/2014       | 18 tháng 8, 1999  |                                |
| Chikaraishi Nanami | 力石奈波   | Lực Thạch Nại Ba   | 10/2010      | 20 tháng 9, 1999  |                                |
| Fujimoto Reina     | 藤本麗依菜 | Đằng Bản Lệ Y Thái | 3/2012       | 20 tháng 6, 2000  |                                |

### Cựu thành viên
| Tên              | Tên        | Tên                    | Năm gia nhập          | Ngày sinh         | Ngày tốt nghiệp |
| Romaji           | Kanji      | Hán Việt               | Năm gia nhập          | Ngày sinh         | Ngày tốt nghiệp |
| ---------------- | ---------- | ---------------------- | --------------------- | ----------------- | --------------- |
| Miyamoto Maria   | 宮本まりあ | Cung Bản Mã Lợi Á      | Không rõ              | Không rõ          | Không rõ        |
| Matsuda Narumi   | 松田成未   | Tông Điền Thành Vị     | 5/2007                | Không rõ          | 8/2/2014        |
| Nishiuchi Hiromi | 西内ひろ   | Tây Nạp Hoằng          | Không rõ              | 14 tháng 2, 1989  | Không rõ        |
| Misumi Emiri     | 三角笑里   | Tam Giác Tiếu Lý       | Không rõ              | 7 tháng 4, 1990   | Không rõ        |
| Ishimaru Miyari  | 石丸雅理   | Thạch Hoàn Nha Lý      | Không rõ              | 31 tháng 7, 1991  | Không rõ        |
| Tanaka Ayumi     | 田中彩友美 | Điền Trung Thái Hữu Mỹ | Từ lúc nhóm thành lập | 12 tháng 10, 1992 | Không rõ        |
| Okabe Raia       | 岡部来亜   | Cương Bộ Lai Á         | Không rõ              | 21 tháng 12, 1995 | 6/2013          |
| Nishioka Yūna    | 西岡優菜   | Tây Cương Ưu Thái      | 2009                  | 28 tháng 2, 1996  | 8/10/2016       |
| Kamiya Honna     | 神谷帆南   | Thần Lộc Phàm Na       | 2010                  | 5 tháng 12, 1997  | 31/5/2016       |
| Takahashi Nanami | 高橋菜々美 | Cao Cao Thái Mai Mỹ    | 6/2009                | 6 tháng 11, 1998  | 31/5/2016       |
| Motono Kyōka     | 本野杏香   | Bản Dã Hạnh Hương      | 10/2011               | 2 tháng 3, 1999   | 31/10/2015      |
| Kanae Shingai    | 新谷香苗   | Tân Lộc Hương Miêu     | 26/3/2012             | 15 tháng 10, 1999 | 8/2/2014        |

## Danh sách đĩa nhạc

### Album
| Tựa album                    | Vị trí xếp hạng cao nhất | Hãng phát hành                                                                              |
| Tựa album                    | Nhật Oricon              | Hãng phát hành                                                                              |
| ---------------------------- | ------------------------ | ------------------------------------------------------------------------------------------- |
| NEVER SAY GOODBYE -arigatou- | 18                       | - Phát hành: 8 tháng 3 năm 2017 - Định dạng: LP, tải kĩ thuật số - Hãng đĩa: Discovery Next |

### Đĩa đơn
| Năm  | Tựa bài hát                                                  | Vị trí xếp hạng cao nhất | Vị trí xếp hạng cao nhất | Ngày phát hành       | Doanh số | Album                         |
| Năm  | Tựa bài hát                                                  | Oricon Chart             | Billboard Japan Hot 100  | Ngày phát hành       | Doanh số | Album                         |
| ---- | ------------------------------------------------------------ | ------------------------ | ------------------------ | -------------------- | -------- | ----------------------------- |
| 2006 | "Mama No Nyūbaggu ☆ Haikei Oyaji-sama!"                      |                          |                          | 1 tháng 5 năm 2006   |          | Đĩa đơn không nằm trong album |
| 2011 | "Heart"                                                      | 5 tháng 6 năm 2011       |                          |                      |          | Đĩa đơn không nằm trong album |
| 2011 | "Butterfly"                                                  | 5 tháng 6 năm 2011       |                          |                      |          | Đĩa đơn không nằm trong album |
| 2012 | "Ai Ni Kinshai"                                              | 24 tháng 11 năm 2012     |                          |                      |          | Đĩa đơn không nằm trong album |
| 2013 | "Colorful Girl"                                              | 3 tháng 5 năm 2013       |                          |                      |          | Đĩa đơn không nằm trong album |
| 2014 | "LOVE-arigatou-"                                             | 6                        | 35                       | 16 tháng 4 năm 2014  | 13,297   | NEVER SAY GOODBYE -arigatou-  |
| 2014 | "Do my best!!"                                               | 11                       | 64                       | 13 tháng 8 năm 2014  | 16,280   | NEVER SAY GOODBYE -arigatou-  |
| 2014 | "REAL / Koi no Passion"                                      | 9                        | —                        | 3 tháng 12 năm 2014  | 14,630   | NEVER SAY GOODBYE -arigatou-  |
| 2015 | "Kimi ga Ite Boku ga Ita"                                    | 9                        | 96                       | 25 tháng 3 năm 2015  | 16,187   | NEVER SAY GOODBYE -arigatou-  |
| 2015 | "Kimi wo Mitsuketa Ano Hi kara Boku no Omoi wa Hitotsu Dake" | 4                        | —                        | 30 tháng 6 năm 2015  | 19,243   | NEVER SAY GOODBYE -arigatou-  |
| 2016 | "Okujou no Sukima Shiroi Sora"                               | 5                        | 26                       | 5 tháng 1 năm 2016   | 12,327   | NEVER SAY GOODBYE -arigatou-  |
| 2016 | "Vampire"                                                    | —                        | —                        | 16 tháng 12 năm 2016 |          | NEVER SAY GOODBYE -arigatou-  |